# Stijn Ennekens
Stijn Ennekens (Diest, 25 de novembre de 1984) va ser un ciclista belga, professional del 2005 al 2012.

## Palmarès
- 2001
  - 1r a la Lieja-La Gleize
- 2004
  - Vencedor d'una etapa del Triptyque des Barrages
- 2005
  - 1r a la Zellik-Galmaarden
- 2006
  - Vencedor d'una etapa del Gran Premi Ringerike
- 2008
  - 1r a la Volta a Anvers